# Tawny Cypress
Tawny Cypress (Point Pleasant, Nueva Jersey; 8 de agosto de 1976) es una actriz estadounidense conocida por interpretar a Simone Deveaux en la serie Héroes de la NBC y Taissa Turner en la serie Yellowjackets de la Paramount. Sus raíces tienen diversa procedencia : mientras su madre tiene orígenes húngaros y alemanes, su padre es de raíces afroamericanas y nativas americanas.
Su hermano mayor Toby Cypress es un artista de los cómics.

## Filmografía

### Film
| Año  | Título             | Rol              | Notas |
| ---- | ------------------ | ---------------- | ----- |
| 2000 | Autumn in New York | Melissa          |       |
| 2006 | Bella              | Frannie          |       |
| 2006 | World Trade Center | Mujer que sangra |       |
| 2009 | Brooklyn's Finest  | Allisa           |       |
| 2011 | Remains            | Cindy            |       |
| 2013 | Home               | Laura            |       |
| 2019 | Inez & Doug & Kira | Inez             |       |

### Televisión
| Año           | Título                                     | Rol                                    | Notas                                         |
| ------------- | ------------------------------------------ | -------------------------------------- | --------------------------------------------- |
| 2000          | NYPD Blue                                  | Rosana Booth                           | Episodio: "A Hole in Juan"                    |
| 2000–2005     | Third Watch                                | Sharon Burns                           | Recurrente (7 episodios)                      |
| 2001–2002     | 100 Centre Street                          | Cassandra Rodriguez                    | Recurrente (6 episodios)                      |
| 2002          | Hack                                       | Anna Rowe                              | Episodio: "Bad Choices"                       |
| 2003          | Law & Order: Criminal Intent               | Louisa Iberra                          | Episodio: "Legion"                            |
| 2003          | All My Children                            | Profesora Shambala Stevens             | Recurrente (6 episodios)                      |
| 2005          | Jonny Zero                                 | Nina Calvo                             | Recurrente (6 episodios)                      |
| 2005          | Stella                                     | Gemma                                  | Episodio: "Meeting Girls"                     |
| 2006          | Love Monkey                                | Crystal Sloane                         | Episodio: "Mything Persons"                   |
| 2006          | The Time Tunnel                            | J.D.                                   | Film para TV                                  |
| 2006–2007     | Heroes                                     | Simone Deveaux                         | Recurrente (14 episodios)                     |
| 2007–2008     | K-Ville                                    | Ginger 'Love Tap' LeBeau               | Recurrente (11 episodios)                     |
| 2008          | Law & Order: Special Victims Unit          | Shawna                                 | Episodio: "Undercover"                        |
| 2008          | Army Wives                                 | Brenda                                 | Episodios: "Casting Out the Net", "Duplicity" |
| 2009          | House Rules                                | Robin Calhoun                          | Film para TV                                  |
| 2009          | Rescue Me                                  | Carla                                  | Recurrente (5 episodios)                      |
| 2010          | Warehouse 13                               | Romana                                 | Episodio: "Age Before Beauty"                 |
| 2011          | Gun Hill                                   | Andrea Logan                           | Film para TV                                  |
| 2012          | The Good Wife                              | Melinda                                | Episodio: "I Fought the Law"                  |
| 2012          | Blue Bloods                                | Patrice                                | Episodio: "Nightmares"                        |
| 2013          | Elementary                                 | Traje Oscuro                           | Episodio: "The Red Team"                      |
| 2013          | House of Cards                             | Carly Heath                            | Recurrente (5 episodios)                      |
| 2013–2014     | Unforgettable                              | Cherie Rollins-Murray                  | Regular (26 episodios)                        |
| 2016          | Supergirl                                  | Senadora Miranda Crane/Marciana Blanca | 2 episodios                                   |
| 2016          | The Blacklist                              | Nez Rowan                              | 4 episodios                                   |
| 2017          | The Blacklist: Redemption                  | Nez Rowan                              | Protagónico                                   |
| 2017          | NCIS: New Orleans                          | Agente Especial del FBI Sarah Barns    | Episodio: "The Asset"                         |
| 2018          | Bull                                       | Brooke Ford                            | Episodio: "Excessive Force"                   |
| 2018          | FBI                                        | Jillian Starls                         | Episodio: "The Armorer's Faith"               |
| 2019          | The Code                                   | Coronel Edina Corpus                   | 2 episodios                                   |
| 2020          | Lincoln Rhyme: Hunt for the Bone Collector | Naia                                   | 2 episodios                                   |
| 2020-2021     | Billions                                   | Dean Allison Walker                    | 2 episodios                                   |
| 2021–presente | Yellowjackets                              | Taissa Turner                          | Protagónico                                   |
| 2022          | The Equalizer                              | Vanessa                                | 2 episodios                                   |